# Ptiloris magnificus
Ptiloris magnificus là một loài chim trong họ Paradisaeidae.